# 당음 (일본 한자음)

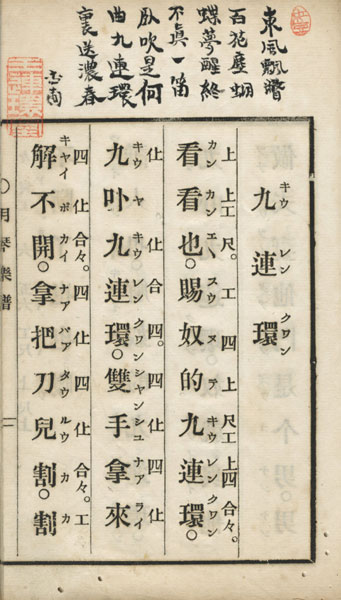
신가쿠(清楽)의 가사. '九', '解', '児' 등의 음이 현대 중국어와 다르며 18세기 전반 이전의 음을 반영하고 있는 것을 알 수 있다. 『겟킨가쿠후(月琴楽譜)』메이지 10년(1878) 간본.

당음(唐音)은 일본으로 토온(とうおん) 혹은 토인(とういん)이라고 하며, 일본 한자음의 훈독(訓讀) 즉 온요미(音読み) 방식에 있어 헤이안 시대(平安時代) 중기 이후, 에도시대(江戸時代) 말기까지 중국에서 들어온 자음에 기반한 것을 말한다. 송(宋) 이후의 한자음이다. 당음의 '당(唐)'은 한음(漢音)과 오음(呉音)의 '한'과 '오'와 마찬가지로 왕조명이 아니라 중국을 의미한다.

## 개요
무로마치 시대(室町時代)에는 송음(宋音)이라고도 하였다. 당음과 송음을 합쳐 당송음(唐宋音), 일본어로는 '토소온(とうそうおん)'이라고도 하였다. 당음은 오음과 한음처럼 모든 글자에 두루 적용되는 체계적인 것이 아니라 단편적으로 특정 언어와 동시에 들어온 음이다. 견당사(遣唐使) 파견 중지로 단절된 중일 교류가 헤이안 시대 말기 내지 가마쿠라 시대(鎌倉時代) 초기부터 재개되었고, 무로마치 시대와 에도 시대를 통하여 번성하였으며, 선종(禪宗)의 유학승이나 민간 무역 상인들에 의하여 전달되었다. 따라서 당음을 기반으로 한 한자음은 시대마다 지역마다 다양하다.
학술적으로는 중세당음(中世唐音)과 근세당음(近世唐音)으로 나뉜다. 중세당음은 송음(宋音)이라고도 한다.
- 중세당음은 가마쿠라 시대 임제종(臨濟宗)과 조동종(曹洞宗)의 불경 독송 등에 사용되었다.
- 근세당음은 에도시대 황벽종(黃檗宗)과 조동종 기온지파(祇園寺派)의 불경 독송 등에 사용되었으며, 나가사키(長崎)에서 중국인과의 무역에 종사한 통역가인 당통사(唐通事)나 한학자(漢學者)가 배우기도 하였다.

일본 메이지 시대에 편찬된 사전인 『겐카이(言海)』의 '채수어(採収語)' 가운데 한음으로 된 한자어는 13546개가 있는 것에 비해, 당음으로 된 한자어는 96개만 있어, 일본어 내 당음 어휘는 극히 적다. 현대 일본인에게 익숙한 당음 한자어는 대체로 중세당음에서 나온 것이다. 그러나 일상어에 있어 무엇이 당음인지 판정하는 데에 곤란한 점이 많아, 한자 표기가 복수가 되거나 단순히 아테지(当て字, 뜻과 상관 없이 음이 같은 한자로 표기한 일본 한자 단어나 그 방식) 혹은 오음이나 한음 한자과 혼종된 한자어일 가능성도 있는 등 종종 불확실한 부분도 있다.

## 예시
| 한자어 | 발음(韓) | 발음(日)   | 뜻               | 비고                                                                                     |
| ------ | -------- | ---------- | ---------------- | ---------------------------------------------------------------------------------------- |
| 餡     | 앙       | アン       | 앙금             |                                                                                          |
| 行火   | 앙카     | アンカ     | 앙카             | 숯을 구멍 있는 그릇에 넣고 담요로 덮는 일본식 화로,‘火’를 ‘カ’라고 하는 것은 당음이 아님 |
| 行脚   | 앙갸     | アンギャ   | 행각             |                                                                                          |
| 杏子   | 앙즈     | アンズ     | 살구             |                                                                                          |
| 行灯   | 앙돈     | アンドン   | 사방등           |                                                                                          |
| 椅子   | 이스     | イス       | 의자             |                                                                                          |
| 茴香   | 우이쿄-  | ウイキョウ | 회향             |                                                                                          |
| 外郎   | 우이로-  | ウイロウ   | 우이로           | 과자의 일종                                                                              |
| 胡散   | 우산     | ウサン     | 수상함           |                                                                                          |
| 胡乱   | 우론     | ウロン     | 수상함           |                                                                                          |
| 和尚   | 오쇼     | オショウ   | 스님             |                                                                                          |
| 看経   | 캉킨     | カンキン   | 독경             |                                                                                          |
| 橘飩   | 킷톤     | キットン   | 킷톤             | 으깬 고구마, 당음이 아니라는 설이 있음                                                   |
| 脚榻   | 캬타쓰   | キャタツ   | 접사다리         | ‘脚立’는 아테지                                                                          |
| 脚絆   | 캬한     | キャハン   | 각반             |                                                                                          |
| 磬     | 킨       | キン       | 경               | 불교 악기의 일종                                                                         |
| 金子   | 킨스     | キンス     | 돈               |                                                                                          |
| 銀杏   | 긴난     | ギンナン   | 은행             | ‘杏’의 당음은 ‘안(アン)’이지만 연음으로 ‘난’이 됨                                        |
| 石灰   | 식쿠이   | シックイ   | 회반죽           | 아테지로 ‘漆喰’라고도 씀                                                                 |
| 卓袱   | 싶포쿠   | シッポク   | 중국식 식탁      |                                                                                          |
| 竹篦   | 싶페-    | シッペイ   | 죽비             |                                                                                          |
| 繻子   | 슈스     | シュス     | 수자, 공단       |                                                                                          |
| 清     | 신       | シン       | 청               | 국명                                                                                     |
| 西瓜   | 스이카   | スイカ     | 수박             |                                                                                          |
| 水団   | 스이톤   | スイトン   | 스이톤           | 수제비 일종                                                                              |
| 扇子   | 센스     | センス     | 접부채           |                                                                                          |
| 作麼生 | 소모산   | ソモサン   | 왜? 어째서?      | 승려가 선문답(禅問答)을 던질 때 하는 말                                                  |
| 炭団   | 타돈     | タドン     | 타돈             | 탄가루를 경단처럼 뭉친 연료                                                              |
| 箪笥   | 탄스     | タンス     | 옷장             |                                                                                          |
| 湯婆   | 탄포     | タンポ     | 탕파             | 용기에 뜨거운 물을 넣어 발을 따뜻하게 하는 도구, ‘ゆたんぽ’                              |
| 楪子   | 챠쓰     | チャツ     | 챠쓰             | 과자를 담는 칠기, ‘チャス’라고도 함                                                      |
| 提灯   | 쵸-친    | チョウチン | 등롱             | ‘挑灯’이라고도 씀                                                                        |
| 亭     | 친       | チン       | 정자             |                                                                                          |
| 緞子   | 돈스     | ドンス     | 단자             | 비단의 일종                                                                              |
| 南京   | 난킨     | ナンキン   | 남경(난징)       | 중국의 도시                                                                              |
| 暖簾   | 노렌     | ノレン     | 노렌             | 일본 가게 입구의 천막, 옛날에는 ‘논렌(ノンレン)’이나 ‘노-렌(ノウレン)’이라고도 함        |
| 瓶     | 빈       | ビン       | 병               |                                                                                          |
| 普請   | 후신     | フシン     | 토목공사         |                                                                                          |
| 蒲団   | 후톤     | フトン     | 이불             |                                                                                          |
| 菠薐   | 호-렌    | ホウレン   | 시금치, ‘파릉초’ |                                                                                          |
| 払子   | 홋스     | ホッス     | 불자             | 막대 끝에 말총을 단 불구(佛具)                                                           |
| 売僧   | 마이스   | マイス     | 매승             | 승려를 욕하는 말                                                                         |
| 饅頭   | 만쥬-    | マンジュウ | 만쥬             | 일본식 찐빵                                                                              |
| 様子   | 요-스    | ヨウス     | 모양, 상태       |                                                                                          |
| 明     | 민       | ミン       | 명               | 국명                                                                                     |
| 栗鼠   | 리스     | リス       | 다람쥐           | 옛날에는 ‘릿스(リッス)’                                                                  |
| 鈴     | 린       | リン       | 린               | 독경할 때에 치는 경쇠                                                                    |

코타쓰(コタツ)가 ‘火榻’에서 유래한 것이라 한다면 당음 한자어에 해당함

## 참고문헌
- 湯沢質幸 (1987). 《唐音の研究》. 勉誠社. 다음 글자 무시됨: ‘和書’ (도움말)
- 肥爪周二 (2005). 〈唐音系字音〉. 《朝倉日本語講座2 文字・書記》. 朝倉書店. ISBN 425451512X. 다음 글자 무시됨: ‘和書’ (도움말)

## 같이 보기
- 일본어
- 일본 한자음
- 오음
- 한음